# Ictinogomphus rapax
Ictinogomphus rapax là một loài chuồn chuồn ngô thuộc họ Gomphidae. Nó được tìm thấy ở throughut the Orient region.

## Hình ảnh

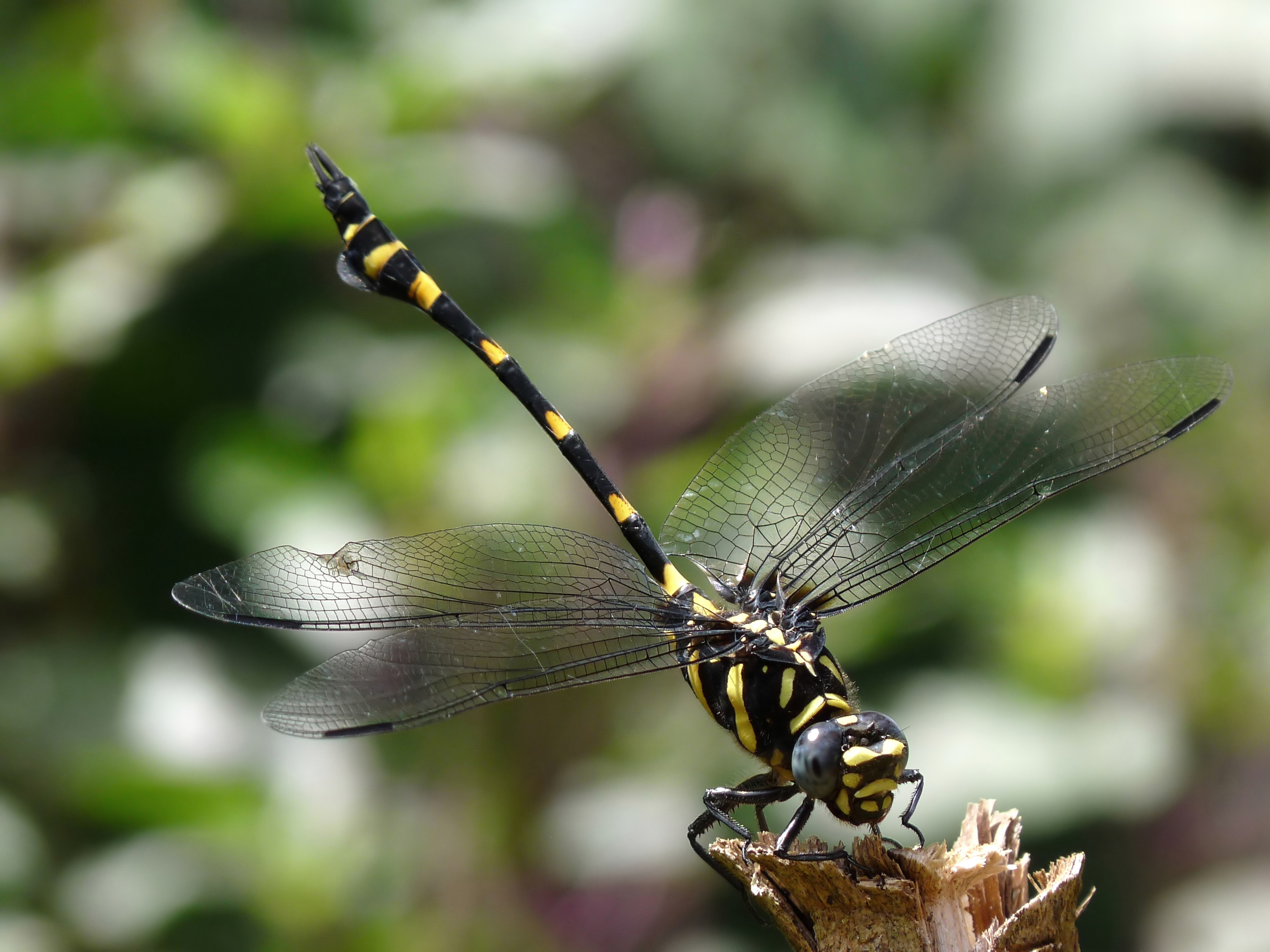
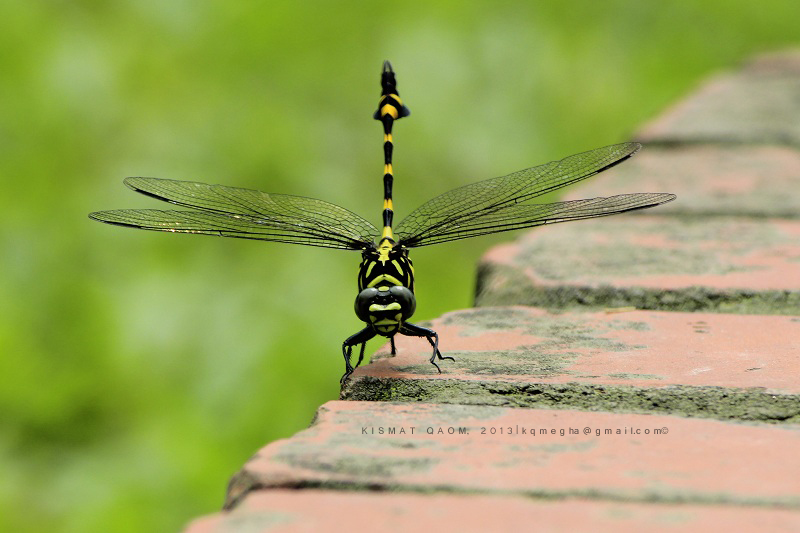
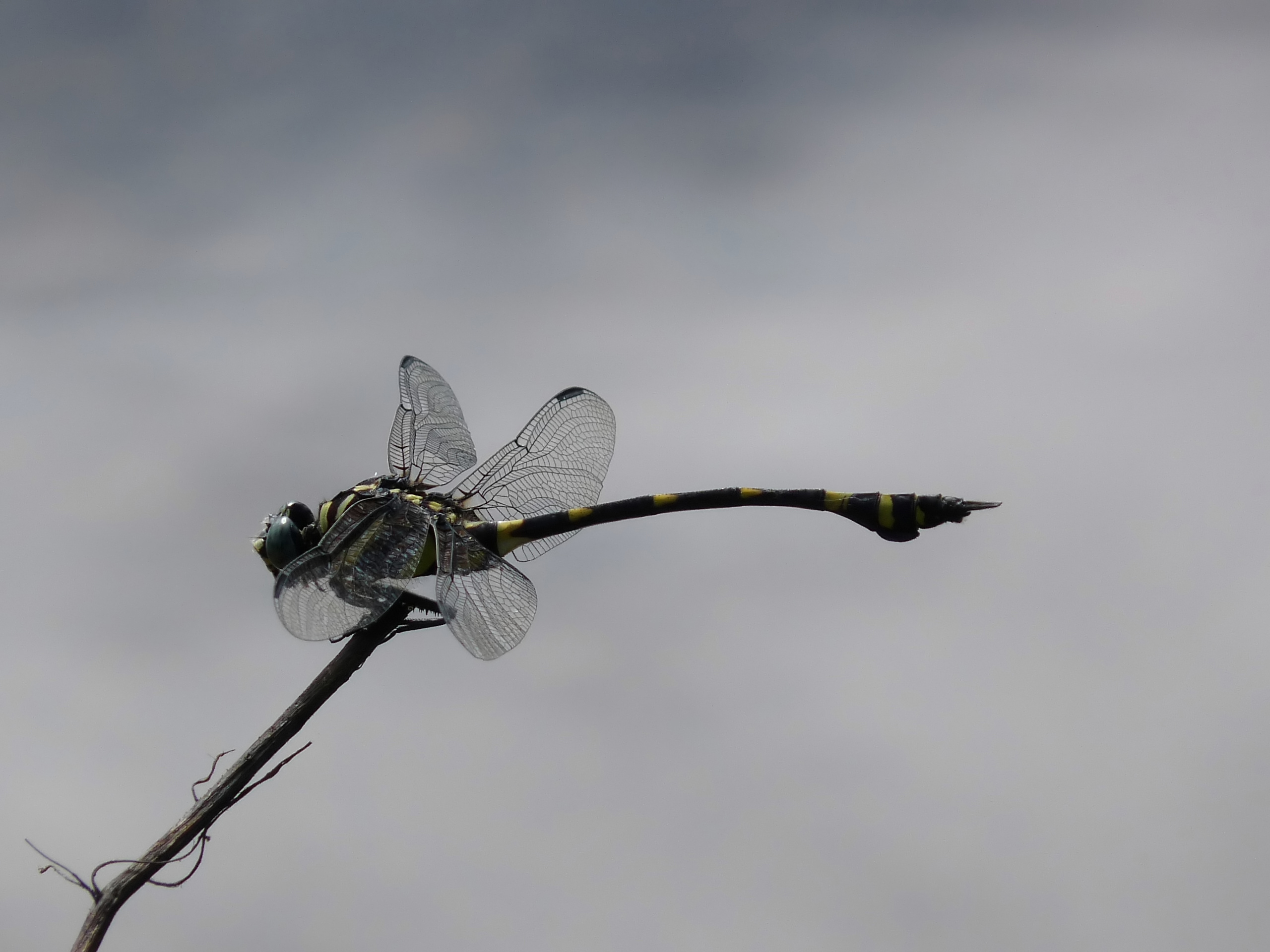
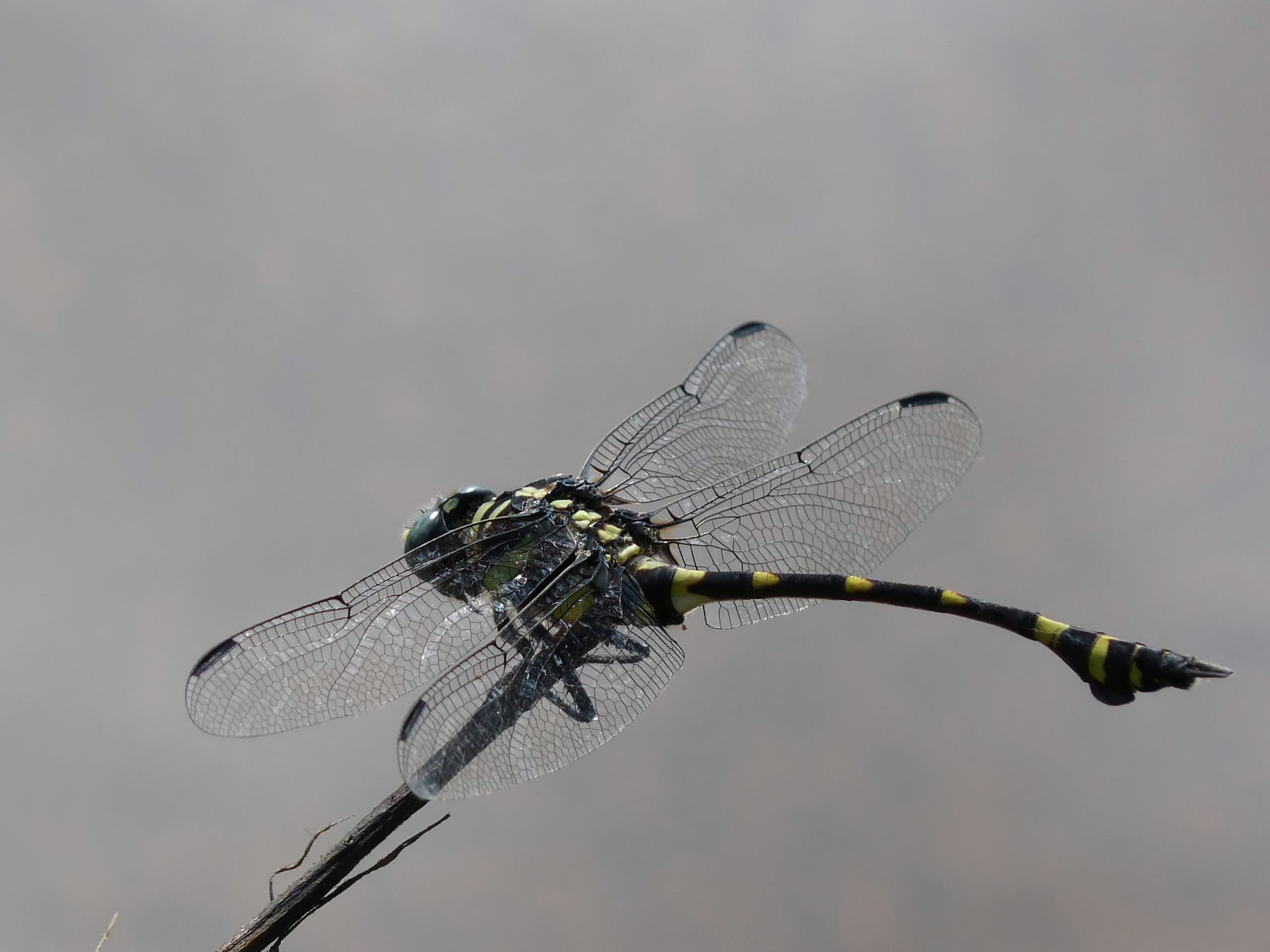